# ماجدة الصباح
الشيخة ماجدة الصباح (1970- )؛ رائدة أعمال وناشطة كويتية، تدير مبادرات عدة تهتم بالصحة النفسية.

## نشأتها
ولدت ماجدة الصباح في عام 1970، وهي ابنة الشيخ جابر حمود الجابر الصباح من الشيخة أمثال الأحمد الجابر الصباح.

## حياتها الشخصية
تزوجت الشيخة ماجدة الصباح من الشيخ عبد الله النواف الأحمد الصباح الابن الثالث لأمير دولة الكويت الشيخ نواف الأحمد الجابر الصباح، ولهما أربع بنات.

## أعمالها
الشيخة ماجدة الصباح رائدة أعمال منذ عام 2007، وهي ناشطة في مجال الصحة النفسية. تدير منصة «هنا»، وهي مبادرة تقدم خدمات الصحة النفسية والدعم النفسي في الكويت ودول الخليج العربي، وتأتي المبادرة ضمن حملات توعية متواصلة أطلقتها الشيخة ماجدة بهدف التخلص من الحرج المتعلق بالصحة النفسية في الكويت ومنطقة الخليج العربي.